# Was Here
| Recensione | Giudizio |
| ---------- | -------- |
| Kerrang!   | 4/5      |

Was Here è il quarto album in studio del gruppo musicale australiano Stand Atlantic, pubblicato il 23 agosto 2024.

## Tracce
1. Wake Up-Sit Down-Shut Up – 3:00
2. Frenemies – 3:10
3. Girl$ (feat. PVRIS e Bruses) – 2:12
4. Freakin' Out – 2:45
5. Nose Bleed (feat. Sueco) – 3:15
6. Love You Anyway – 2:56
7. Kissin' Killer Cobras – 2:45
8. Warz0ne – 3:47
9. Criminal (feat. Polaris) – 3:47
10. 17 – 3:07
11. 17 // Reprize [One Take] – 1:28
12. G.A.G. – 2:22
13. Rockstar – 2:38
14. Sex On the Beach – 3:10
15. Kill[h]er – 2:25

Durata totale: 42:47

## Formazione
- Bonnie Fraser – voce, chitarra ritmica
- David Potter – chitarra solista
- Jonno Panichi – batteria
- Miki Rich – basso